# Fidel Tricánico
Fidel Tricánico (ur. 5 maja 1914 w Montevideo, zm. 29 grudnia 1992 tamże) – urugwajski bokser.
Uczestniczył w Letnich Igrzyskach Olimpijskich, w 1936 roku, przegrał w ćwierćfinale w wadze muszej z Willym Kaiserem.